# Ґабчіково-Нярад
Ґабчіково-Нярад (словац. Gabčíkovo-Ňárad) — меліоративний канал; впадає у канал Ґабчіково-Топольники, протікає в окрузі Дунайська Стреда.
Довжина приблизно 8.9 км. Витік знаходиться в Дунайській рівнині — з Хотарного каналу.
Протікає територією села Нярад і міста Ґабчіково. Впадає у канал Ґабчіково-Топольники південніше міста Ґабчіково.